# Cielętniki (województwo śląskie)
Cielętniki – wieś w Polsce, położona w województwie śląskim, w powiecie częstochowskim, w gminie Dąbrowa Zielona, przy drodze wojewódzkiej nr 784.
| SIMC    | Nazwa   | Rodzaj     |
| ------- | ------- | ---------- |
| 0130820 | Ignaców | przysiółek |

## Historia
5 września 1939 żołnierze Wehrmachtu po wkroczeniu do wsi zamordowali 15 osób oraz mieszkańca wsi Raczkowice.
W latach 1954–1968 wieś należała i była siedzibą władz gromady Cielętniki, po jej zniesieniu w gromadzie Dąbrowa Zielona. W latach 1975–1998 wieś administracyjnie należała do województwa częstochowskiego.

## Pomniki przyrody
W Cielętnikach na placu przykościelnym rośnie pomnik przyrody – lipa drobnolistna, której obwód pnia wynosił w 2014 roku 1084 cm na wys. około 0,7 m. Jest to najgrubsza lipa drobnolistna i w ogóle drzewo w Polsce. 
W końcu lat sześćdziesiątych, dwudziestego wieku, pielgrzymi zaczęli obrywać korę, żeby mieć pamiątkę, kawałek najstarszego drzewa w Polsce. Co spowodowało konieczność ogrodzenia drzewa płotem.
Wysokość wiekowej lipy to 29,5 m. W nocy z 5 na 6 października 2017 orkan Ksawery powalił lipę na ziemię. Pozostał tylko niewielki kikut.

## Parafia
Parafia pw. Przemienienia Pańskiego została erygowana w 1767 roku.

## Zabytki
W 1967 roku dwór w Cielętnikach został wpisany do rejestru zabytków, jako część zespołu dworsko-parkowego w Cielętnikach. Zespół obejmuje późnobarokowy, cielętnicki dwór z 1725 r. (nr rej. 457 z 17.01.1950 oraz 218 z 27.12.1967) wraz z kapliczką (nr rej. 724 z 27.12.1967) oraz parkiem z I połowy XVIII wieku (nr rej. A/139/07 z 15.03.2007) . Narodowy Instytut Dziedzictwa, wskazuje, że kapliczka pochodzi z XVIII wieku , może być to błąd z uwagi na fakt, że inne źródła podają wcześniejszą datę powstania obiektu, a konkretniej XVI w.   .
Decyzją z 23 grudnia 2022 do rejestru zabytków nieruchomych województwa śląskiego pod numerem A/1103/22 wpisano budynek kościoła pw. Przemienienia Pańskiego w Cielętnikach.

## Galeria

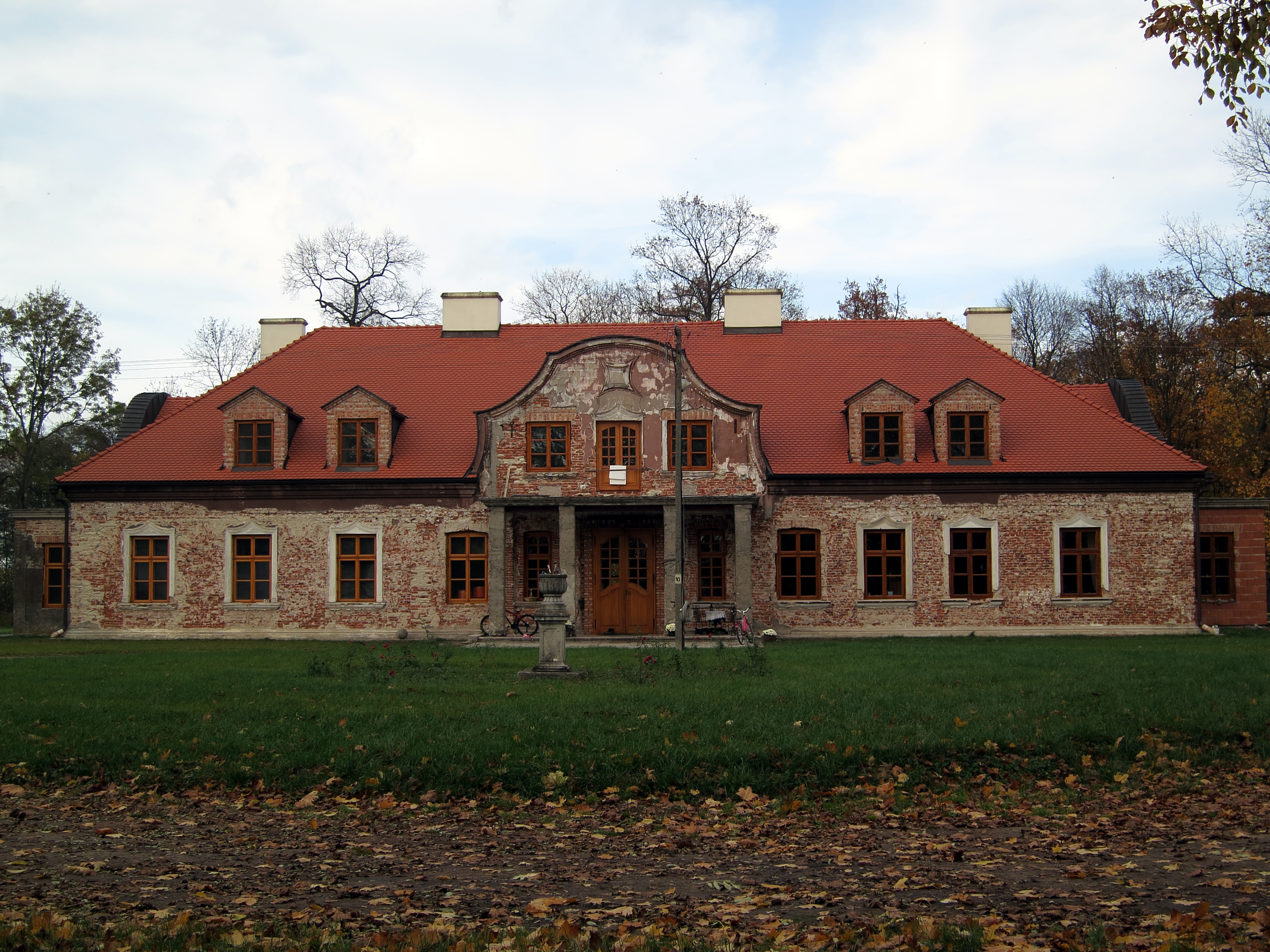
Dwór w Cielętnikach
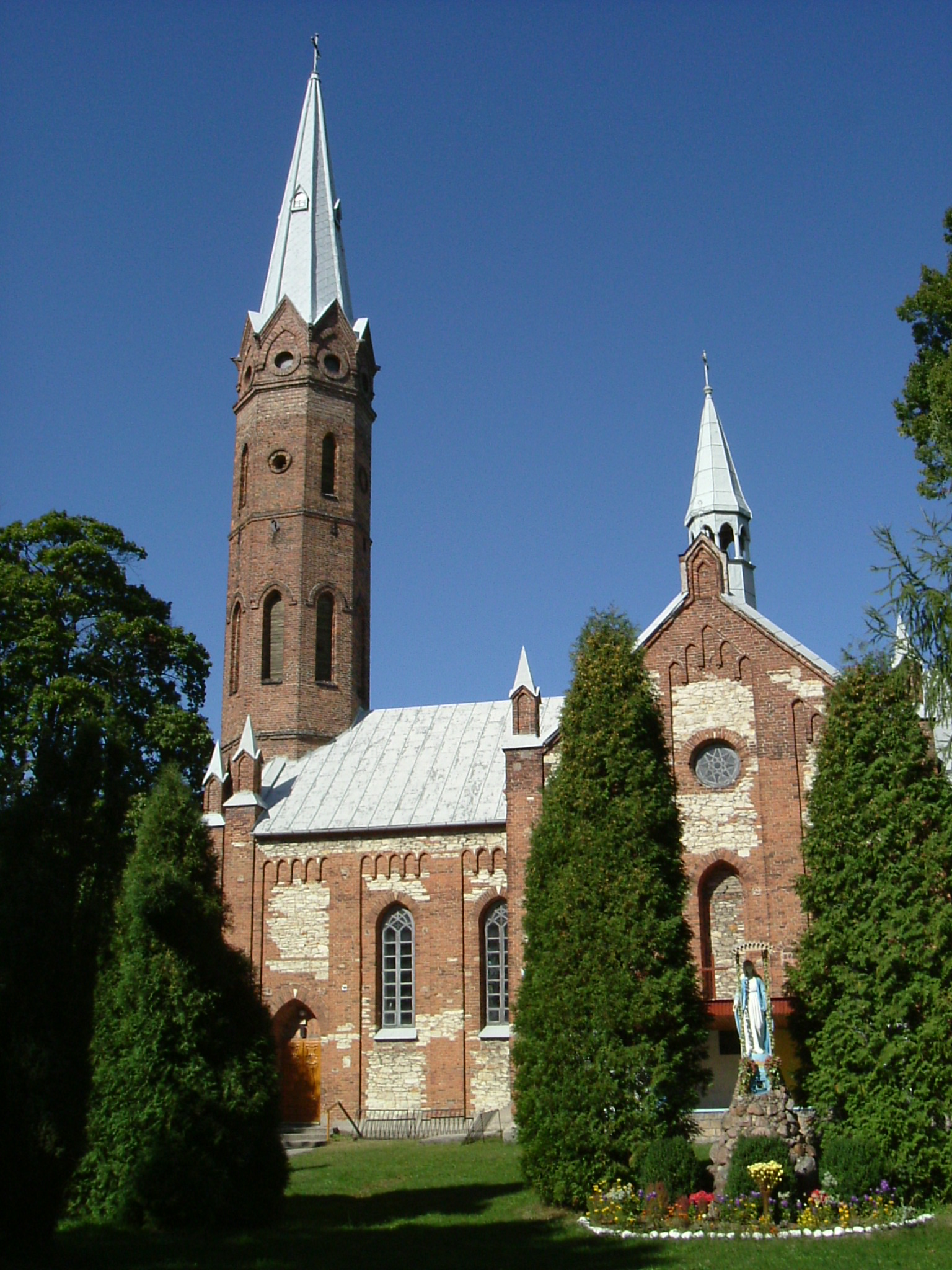
Kościół w Cielętnikach
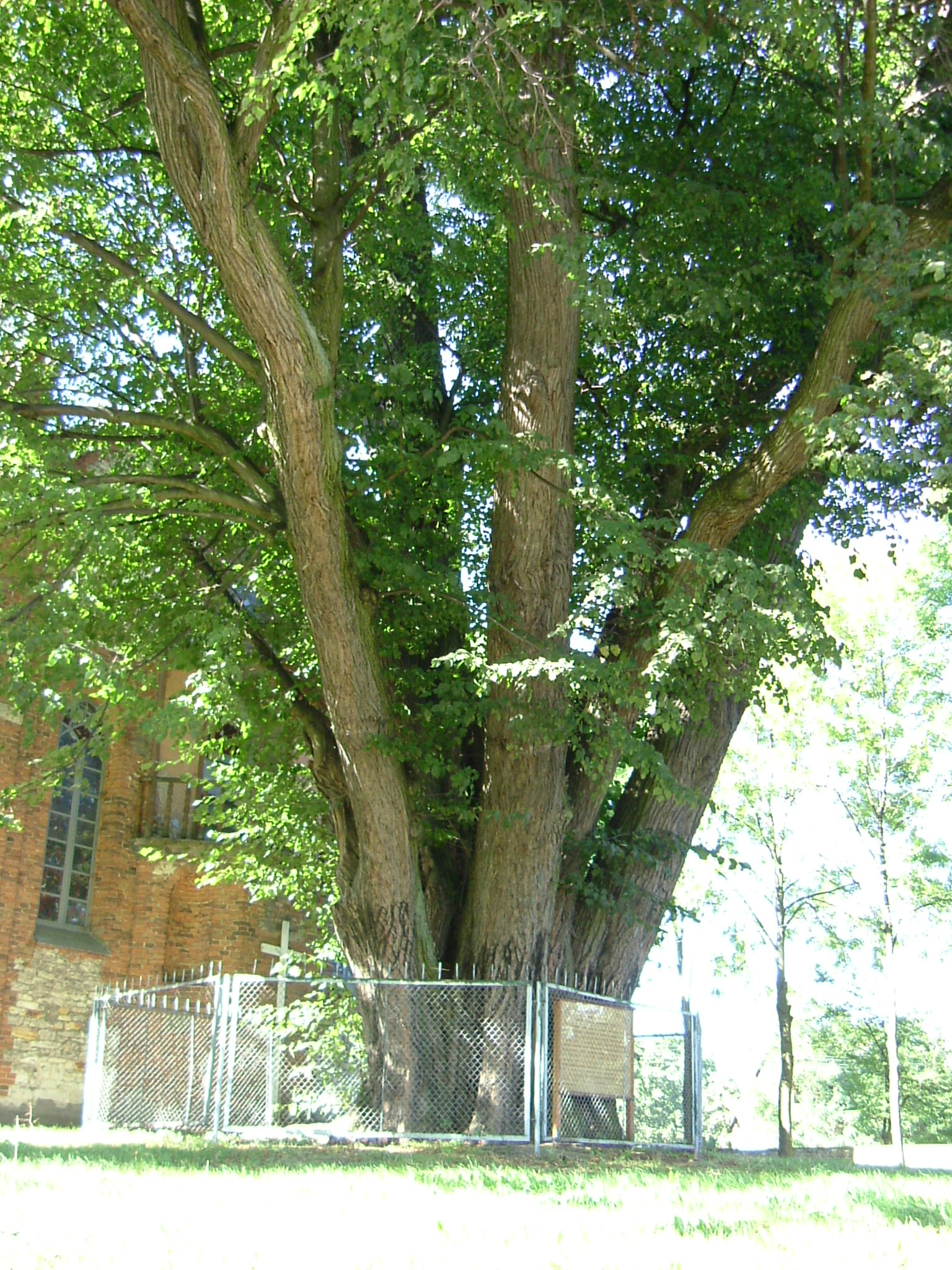
550-letnia lipa drobnolistna
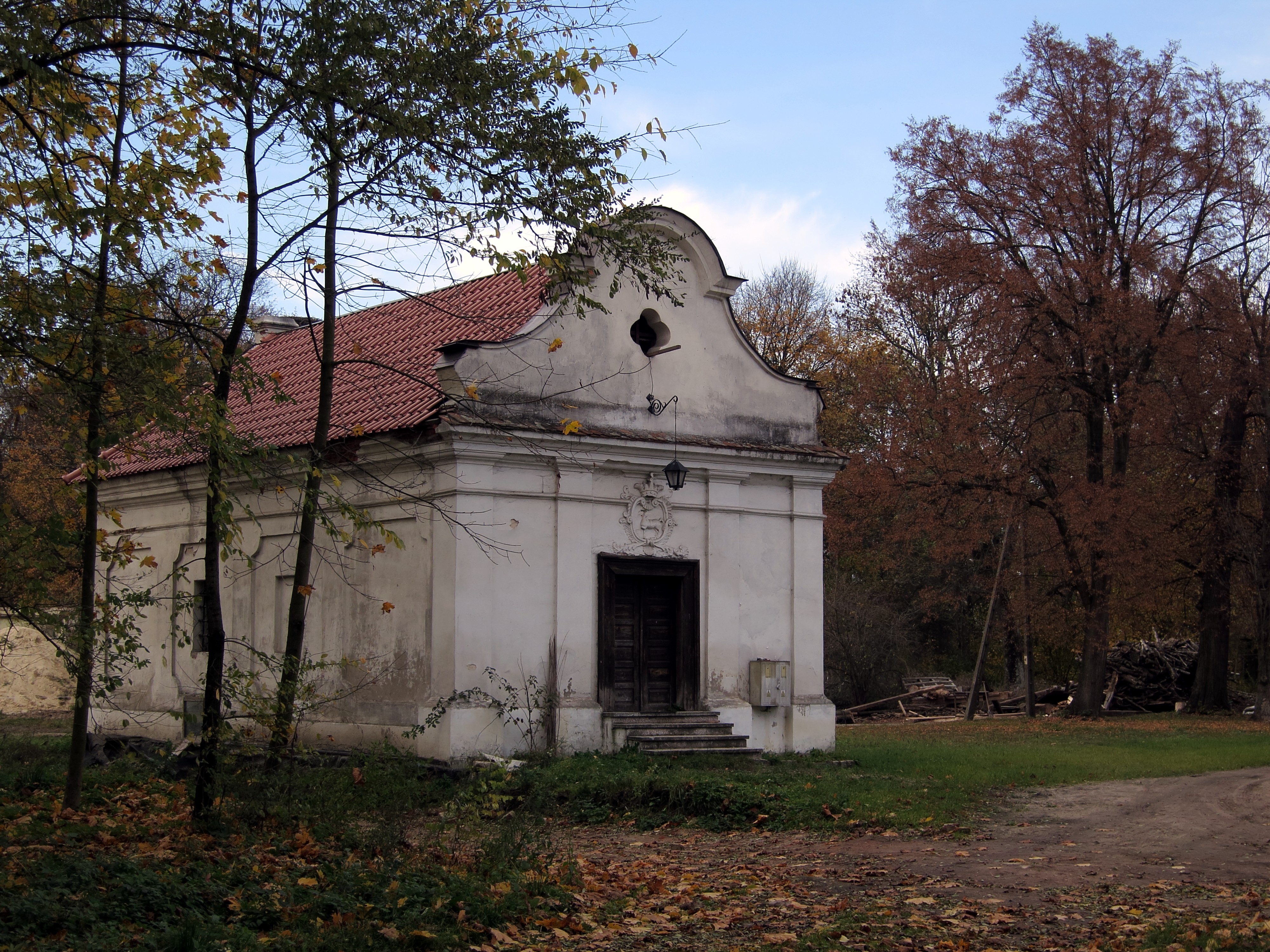
Kaplica ariańska w Cielętnikach